# Discrimination à l'embauche en France
En droit français, l'article L1132-1 du code du travail rend la discrimination à l'embauche illégale. La discrimination à l'embauche est une discrimination évoquée lorsque des chercheurs d'emploi sont traités de manière différenciée sur une base de critères sélectifs qui manquent de justification objective et raisonnable à l'égard du poste de travail à pourvoir, selon le législateur.
« Aucune personne ne peut être écartée d'une procédure de recrutement ou de l'accès à un stage ou à une période de formation en entreprise, aucun salarié ne peut être sanctionné, licencié ou faire l'objet d'une mesure discriminatoire, directe ou indirecte, notamment en matière de rémunération, au sens de l'article L. 140-2, de mesures d'intéressement ou de distribution d'actions, de formation, de reclassement, d'affectation, de qualification, de classification, de promotion professionnelle, de mutation ou de renouvellement de contrat en raison de son origine, de son sexe, de ses mœurs, de son orientation sexuelle, de son âge, de sa situation de famille ou de sa grossesse, de ses caractéristiques génétiques, de son appartenance ou de sa non-appartenance, vraie ou supposée, à une ethnie, une nation ou une race, de ses opinions politiques, de ses activités syndicales ou mutualistes, de ses convictions religieuses, de son apparence physique, de son nom de famille ou en raison de son état de santé ou de son handicap. Aucun salarié ne peut être sanctionné, licencié ou faire l'objet d'une mesure discriminatoire visée à l'alinéa précédent en raison de l'exercice normal du droit de grève. Aucun salarié ne peut être sanctionné, licencié ou faire l'objet d'une mesure discriminatoire pour avoir témoigné des agissements définis aux alinéas précédents ou pour les avoir relatés.

En cas de litige relatif à l'application des alinéas précédents, le salarié concerné ou le candidat à un recrutement, à un stage ou à une période de formation en entreprise présente des éléments de fait laissant supposer l'existence d'une discrimination directe ou indirecte. Au vu de ces éléments, il incombe à la partie défenderesse de prouver que sa décision est justifiée par des éléments »

## Discrimination à l’embauche en chiffres
Une enquête réalisée par Jean-François Amadieu, directeur de l'Observatoire des discriminations et professeur de sociologie à l'université Paris-I, rendue publique en novembre 2006, montre l'aggravation des discriminations à l'embauche en France. Les résultats des convocations à un entretien d’embauche qu’obtenaient un candidat de référence (homme de 28-30 ans, « français de souche » par son nom et prénom, sans photo) et des candidats factices susceptibles d’être discriminés en raison de : l’âge (un homme de 48-50 ans), du genre et du nombre d’enfants (une femme avec 3 enfants), de l’origine (nom et prénom du candidat), du handicap (reconnaissance cotorep), de l’apparence physique (visage disgracieux), ont été comparés. Les chiffres qui suivent ont été calculés à partir des réponses brutes obtenues lors des tests,.
| Type de discrimination                      | Âge | Sexe et nombre d'enfants | Apparence | Handicap | Origine |
| ------------------------------------------- | --- | ------------------------ | --------- | -------- | ------- |
| Taux par rapport au candidat de référence % | 32  | 63                       | 71        | 55       | 36      |

- L’âge est la forme de discrimination la plus importante. Un candidat de 48-50 ans reçoit en effet 3 fois moins de réponses positives qu’un candidat de référence âgé de 28-30 ans. Les chances d’un candidat plus âgé sont en réalité encore plus faibles. Cette discrimination est d'autant plus importante que le niveau des qualifications est élevé. Elle est également la moins connue et la moins combattue.
- Une femme de 32 ans mariée et ayant 3 enfants a 37 % de chances en moins d’être convoquée à un entretien d’embauche. Les candidatures de femmes avec enfants sont clairement repoussées sauf pour certains types d’emplois.
- Un candidat au visage éloigné des canons de la beauté a 29 % de chances en moins d’être convoqué à un entretien d’embauche. Mais derrière ce résultat moyen se cache des situations bien différentes. En effet, le physique joue beaucoup sauf pour les postes d’ouvriers.
- Un candidat en situation de handicap (reconnu Cotorep) a 2 fois moins de chances de décrocher un entretien d’embauche. Ce niveau de discrimination peut être beaucoup plus élevé pour certains types d’emploi.
- Un candidat au nom de famille étranger (sans photo) reçoit 3 fois moins de réponses qu’un candidat au nom et prénom « français de souche ». Ce niveau de discrimination, pourtant important en lui-même, peut sembler modeste. En effet, en 2004, sur des emplois de commerciaux un candidat maghrébin avait 5 fois moins de réponses positives qu’un candidat de référence[4].

## Résultats de l'enquête par type d’emploi
- La discrimination à l’égard des hommes de 48-50 ans se vérifie quels que soient les types d’emplois. Le taux de réponses positives est d’autant plus faible que la qualification est élevée. Un ouvrier de 48-50 ans à 2 fois moins de chances d’avoir une réponse positive qu’un candidat de 30 ans et un cadre 7 fois moins ! Pour les employés et les professions intermédiaires la discrimination en raison de l’âge se situe à des niveaux considérables (de 4 à 5 fois moins de réponses positives).

| Type d'emplois               | Cadre | Pr.Interm | Employé | Ouvrier |
| ---------------------------- | ----- | --------- | ------- | ------- |
| Taux de réponses positives % | 14    | 26        | 22      | 50      |

- Pour les femmes avec enfants la discrimination existe pour tous les types d’emplois en étant plus forte pour les emplois ouvriers. Pour des emplois relevant des professions intermédiaires, les candidatures de femmes (même avec enfants) sont mieux accueillies.

| Type d'emplois               | Cadre | Pr.Interm | Employé | Ouvrier |
| ---------------------------- | ----- | --------- | ------- | ------- |
| Taux de réponses positives % | 61    | 74        | 65      | 54      |

- Pour les personnes handicapées, les résultats sont médiocres dans les emplois en contact avec la clientèle. Ils sont très bons pour les postes d’encadrement cela pouvant s’expliquer par la pénurie de candidats cadres en situation de handicap.

| Type d'emplois               | Cadre | Pr.Interm | Employé | Ouvrier |
| ---------------------------- | ----- | --------- | ------- | ------- |
| Taux de réponses positives % | 82    | 19        | 62      | 59      |

- L’apparence physique compte nettement pour les professions intermédiaires et les employés (en particulier pour les métiers de la vente) en diminuant par 2 les chances de décrocher un entretien d’embauche. Mais, pour les postes d’ouvriers l’apparence physique n’a aucun effet sur les chances d’obtenir une réponse positive après un envoi de CV. De même pour les postes de cadres l’effet de l’apparence est modeste.

| Type d'emplois               | Cadre | Pr.Interm | Employé | Ouvrier |
| ---------------------------- | ----- | --------- | ------- | ------- |
| Taux de réponses positives % | 88    | 55        | 54      | 91      |

- La discrimination en raison de l’origine est particulièrement forte pour les postes de cadre. Un candidat cadre d’origine maghrébine obtient près de 6 fois moins de réponses positives que notre candidat au nom de famille « français de souche ». Les résultats sont meilleurs pour les employés et professions intermédiaires mais la discrimination reste toujours élevée (3 fois moins de chances d’obtenir une réponse positive). Pour les emplois ouvriers la discrimination est de moindre ampleur (2 fois moins de chance d’avoir une réponse positive) Le fait de détenir des diplômes de niveau plus élevé ne semble pas avoir d’effet significatif. D’autre part, les individus peuvent penser que lorsque les employeurs peinent à trouver des candidats de valeur, ils discrimineraient moins. Or, quel que soit le taux de sélectivité des emplois, nous constatons toujours une discrimination de même niveau. Par exemple, pour des emplois très recherchés de soudeur ou de plombier, il est noté une discrimination qui reste très forte. Pour les postes en contact avec la clientèle de commerciaux la discrimination est particulièrement forte alors même que le marché du travail est favorable aux demandeurs d’emploi.

| Type d'emplois               | Cadre | Pr.Interm | Employé | Ouvrier |
| ---------------------------- | ----- | --------- | ------- | ------- |
| Taux de réponses positives % | 17    | 39        | 30      | 47      |

Les chiffres de la discrimination à l’embauche varient ainsi suivant les régions, les secteurs, la taille de l’entreprise, etc.

## Discrimination à l'embauche selon l'apparence physique
En 2016, d’après le 9e baromètre du défenseur des droits, pour 82 % des personnes déclarant des discriminations liées à l’apparence physique, celles-ci se sont produites lors d’entretiens d’embauche. Voir discrimination sur l'apparence physique.
L’exemple de l’obésité
L’obésité a pour caractéristique de ne pas être à part entière un facteur de discrimination à l’embauche au sens de l’article L. 1132-1 du Code du travail. Pourtant, cette catégorie de personnes, en grande augmentation ces dernières années risque d’être discriminée à l’embauche sur plusieurs fondements : état de santé, handicap, apparence physique. En effet, le baromètre du Défenseur des droits en 2014 révèle une augmentation des discriminations liées aux personnes obèses de 63%. L’obésité représente donc un frein à l’évolution de carrière.
Dans une autre étude réalisée en 2016, 20 % des demandeurs d’emploi obèses disent avoir été discriminés à l’embauche (30 % des femmes et 13 % des hommes).
Parmi les personnes en situation d’obésité, les femmes sont les victimes les plus importantes. En effet, d’après l’enquête "Santé et itinéraire professionnel" une femme obèse a 7 points de probabilité de moins d’avoir un emploi. D’après le sociologue Thibault Saint Pol, "c’est la preuve que la pression sociale concernant l’apparence physique est plus forte sur les femmes"
Outre le critère de l’obésité, certains sociologues considèrent que les recruteurs ont une vision très stéréotypée des personnes en situation d’obésité. En effet, certains recruteurs associent inconsciemment des aspects physiques à des traits de caractère : « L’obésité apparaît ainsi, comme un signe de paresse pour certains. Le gros étant celui qui n’a pas la volonté de maigrir, donc qui ne peut pas occuper un poste de chef".
Malgré l’absence de facteur de discrimination intitulé fondé sur l’état d’obésité d’un salarié dans le Code du travail, l’obésité a pour particularité de pouvoir correspondre à plusieurs facteurs de discrimination, comme l’apparence physique, l’état de santé, ou encore et sous conditions, le handicap.
Néanmoins, les statistiques montrent bien que les plaintes fondées sur une discrimination liée à l’obésité sont faibles en termes de chiffre. En effet, selon l’étude du Défenseur des droits, presque 4 femmes sur 10 et un homme sur deux considèrent qu’il est « acceptable » de ne pas embaucher quelqu’un en raison de son poids dans certaines situations.

## Discrimination positive
Certaines entreprises pratiquent et/ou revendiquent certaines formes de "discrimination positive", ce qui consiste à favoriser des candidats dont il est allégué qu'ils appartiennent à des catégories fréquemment victimes de discriminations (femmes, handicapés, personnes d'origine étrangère, etc.). Pour des critères d'âge, de handicap et de résidence géographique ces discriminations sont autorisées en droit français par une loi du Code du Travail (les critères ethnique et d'origine ne sont par contre pas mentionnés). C'est le cas par exemple de L'Oréal, dont le président, Jean-Paul Agon a indiqué (en réaction à la condamnation de L'Oréal pour discrimination ethnique envers les étrangers, " l'affaire BBR ") dans un entretien à Le Monde : " L'Oréal fait de la discrimination positive et l'assume " et « un candidat qui a un prénom d’origine étrangère a plus de chance d’être recruté que celui qui porte un prénom français de souche. » L'AGRIF, association proche de l’extrême-droite, a porté plainte et a été déboutée. Elle a aussi été condamnée à verser 2 500 euros de dommages et intérêts au directeur de L’Oréal pour "poursuites abusives".

## Luttes et préventions
Les initiatives gouvernementales et associatives se multiplient pour favoriser l'embauche de travailleurs appartenant à différentes catégories susceptibles d'être victimes de discrimination.
Les moyens de luttes contre la discrimination sont nombreux et incluent notamment :
- HALDE (Haute Autorité de Lutte contre les Discriminations et pour l'Égalité)[pas clair]
- Le test de discrimination
- Le Curriculum vitæ anonyme

La discrimination à l’embauche reste malgré tout difficile à contrôler. Les condamnations sont extrêmement rares, et nombreux sont les recruteurs pensant pouvoir agir en toute impunité[réf. nécessaire]. Pour lutter contre cela, le gouvernement a mis en place un système novateur, qui vise dans un premier lieu à adresser un dédommagement financier (jusqu’à 6 mois de rémunération) à la victime, pour ensuite confronter l’employeur à des peines pénales si la discrimination continue.
Le code pénal punit de 3 ans d'emprisonnement et de 45 000 € d'amende le fait de pratiquer la discrimination à l’embauche. Le régime de la preuve est simplifié, car il n'est pas exigé du candidat à l’embauche qu’il prouve la discrimination. Le candidat ou le salarié doit avancer les faits qui font présumer la discrimination. Puis c’est à l’employeur qu’il incombe de prouver que sa décision est justifiée par des éléments objectifs, étrangers à toute discrimination.
Depuis quatre ans des chefs d’entreprise français se sont également emparés du problème et affichent leur volonté de lutter contre la discrimination à l’embauche. Le 22 octobre 2004, 242 entreprises signent la « Charte de la diversité ». Rédigée par l’Institut du Mécénat de la Solidarité, cette charte, dont l’initiative revient à l’Institut Montaigne, entend contribuer à « la lutte contre toutes les formes de discriminations, qu’elles soient, notamment fondées sur le patronyme, l’origine réelle ou supposée, le handicap, l’âge ou l’orientation sexuelle ». À ce jour, plus de 1 500 entreprises ont signé la charte.

## Cas des CV anonymes
Les études montrent que, contrairement à ce qui était supputé, l'utilisation des CV anonymes pénalise les candidats issus de l’immigration ou résidant en Zone Urbaine Sensible. Une piste d'explication est que l’anonymisation du CV, en ôtant des informations sur les candidats, empêche les employeurs de faire une « discrimination positive » à l’avantage des candidats potentiellement discriminés,. Les recruteurs ne discrimineraient donc pas les candidats issus de l’immigration mais au contraire pardonneraient plus facilement les "trous" dans le CV ou des fautes d'orthographe quand ils connaissent les origines et cette indulgence disparaîtrait logiquement avec les CV anonymes.